# ザ・ミュージックマン (2003年の映画)
『ザ・ミュージックマン』（The Music Man）は、2003年のアメリカ合衆国のミュージカル・テレビ映画。ジェフ・ブレックナーが監督、サリー・ロビンソンが脚本を務めた。1957年のメレディス・ウィルソンが作詞作曲脚本を務め、フランクリン・レイシーが脚本を共同で執筆したミュージカル『ザ・ミュージックマン』が原作である。マシュー・ブロデリックとクリスティン・チェノウェスが主演し、デイヴィッド・アーロン・ベイカー、デブラ・モンク、ヴィクター・ガーバー、モリー・シャノンが出演した。2003年2月16日、ABC『ディズニーランド』の47シーズン11話としてリリースされた。
日本ではスカパー! で放映されたが、映像ソフトは未発売。

## あらすじ
詐欺師ハロルド・ヒル教授(マシュー・ブロデリック)がアイオワ州のリバーシティに到着するが、住民たちから冷たく迎えられる("Iowa Stubborn")。友人のマーセラス・ウォッシュバーン(デイヴィッド・アーロン・ベイカー)と会い、図書館司書で堅物のマリアン・パルー(クリスティン・チェノウェス)に気を付けるよう警告される。ハロルドはマーセラスに何か市内のニュースはないか尋ね、マーセラスは市がビリヤードホールにビリヤード台を購入したと語る。ハロルドはこれを利用して、ビリヤードが市に損害をもたらすと父兄たちに警告する("Ya Got Trouble")。
マリアンは生徒のアマリリス(ミーガン・モニス)にピアノを教えていると、マリアンの結婚に対する頑固さについて母親(デブラ・モンク)と口論になる("Piano Lesson")。マリアンの弟のウィンスロップはアマリリスから構音障害でからかわれるが、アマリリスはマリアンに本当はウィンスロップに恋していると明かす。マリアンとアマリリスは愛する誰かを見つけるまでそれぞれの誰かにおやすみを言うことを誓う("Goodnight, My Someone")。
タウンミーティングにおいて、ハロルドは自身の新たなボーイズバンドの宣伝で脚光を浴びる("Got Trouble (Reprise)/Seventy-Six Trombones")。ミーティング終了後、ハロルドはザニータ・シン(キャメロン・アダムス)が市長(ヴィクター・ガーバー)の娘と知らず、チンピラのトミー・ジラス(クライド・アルヴス)とデートさせる。ハロルドは教育委員会から経歴を尋ねられると、彼らが四重唱に向いているとして気をそらせる("Sincere")。
ハロルドはマーセラスに街中から金を集め、マリアンに求愛する計画を明かす("The Sadder But Wiser Girl")。ハロルドは図書館を訪れ、マリアンに言い寄るが全く相手にされない("Marian the Librarian")。しかしマリアンはハロルドに惹かれる。ヒルはパルー夫人に会いに行き、バンドでウィンスロップにコルネットを吹かせることに同意する署名をさせる("Gary, Indiana")。
ウェルズ・ファーゴ・ワゴンがバンドの楽器、ユニフォーム、教本を運んでくる。ウィンスロップがコルネットを手に入れて幸せそうにしているのを見たマリアンは、ハロルドに不利になる証拠を破り捨てる。
独立記念日のピクニックで、チャーリー・カウルがシン市長にヒルの嘘を暴くためにリバー・シティにやって来るが、マリアンは気をそらせようとしてキスをしたため、汽車に乗り遅れる。マリアンはカウルの話は嘘である可能性が高いと気付き、ハロルドと夜に歩道橋で会うことに同意する。マリアンとハロルドは橋の上で会い、マリアンはハロルドが出張で他の都市に行こうとも愛し続けると断言する("Till There Was You" )。ハロルドはユニフォームの代金を集めていたマーセラスと会う。2人はリバー・シティを離れる計画を立てているのであった。マリアンはハロルドが学歴を偽っていたことを知っていると認め、2人は互いに深く愛し合い幸せに包まれながら帰宅する。
シン市長がピクニックの途中に割り込み、カウルに話をさせる。カウルは市民たちがハロルドに騙されていて、もうすぐハロルドは街を去るつもりだと語る。市民たちはハロルドを見つけるためにシン市長についていく。マーセラスはハロルドの宿泊する部屋を訪れこの街を離れるよう促す。ウィンスロップは怒ってハロルドに嫌いだと語るが、マリアンはハロルドは街に幸せをもたらしたとウィンスロップを説得する。パルー一家はハロルドを逃がそうとするが、ハロルドはマリアンから離れられず捕まる。ハロルドはタール羽の刑にかけられそうになるが、トミーとマーセラスが楽器を持ちユニフォームを着たバンドの少年たちをつれて中断させる。演奏は酷いものであったが、父兄たちは自分の子供たちを誇りに思い、怒りを忘れて応援する。ヒルは自由の身となり、バンドを率いて街中をパレードし、マリアンも加わる。

## 出演者
- マシュー・ブロデリック as ハロルド・ヒル教授
- クリスティン・チェノウェス as マリアン・パルー
- デイヴィッド・アーロン・ベイカー（英語版） as マーセラス・ウォッシュバーン
- デブラ・モンク（英語版） as パル―夫人
- ヴィクター・ガーバー as シン市長
- モリー・シャノン as ユーラリー・マッケクニー・シン
- クライド・アルヴス（英語版） as トミー・ジラス
- キャメロン・アダムス as ザニータ・シン
- キャメロン・モナハン（英語版） as ウィンスロップ・パルー
- ミーガン・モニス as アマリリス
- パトリック・マッケンナ as チャーリー・カウル
- ジョー・ヘスリップ as オリン・ブリット
- グレン・コールソン as オリバー・ヒックス
- マーティ・ビークロフト（英語版） as イワート・ダンロップ
- ピーター・ルチアーノ（英語版） as ジェーシー・スクワイアーズ
- リンダ・カッシュ（英語版） as アルマ・ヒックス
- ジャニン・テリオー（英語版） as エセル・トッフェルマイヤー
- ジェニ・バーク as スクワイヤーズ夫人
- リチャード・フィッツパトリック as コンステイブル・ロック
- ボイド・バンクス（英語版） as 指揮者

## 楽曲
- "Opening Credits" - オーケストラ
- "Rock Island" - セールスマン
- "Iowa Stubborn" - カンパニー
- "Ya Got Trouble" - ハロルド、カンパニー
- "Piano Lesson" - マリアン、パルー夫人
- "Goodnight, My Someone" - マリアン
- "Got Trouble (リプライズ)/76本のトロンボーン Seventy-Six Trombones" - ハロルド、カンパニー
- "Sincere" - カルテット
- "The Sadder But Wiser Girl" - ハロルド、マーセラス
- "Pick-a-Little, Talk-a-Little/Goodnight Ladies" - ユーラリー、ヒル、トッフェルマイヤー、アルマ、女性たち、カルテット
- "Marian the Librarian" - ハロルド、マリオン、カンパニー
- "Gary, Indiana" - ハロルド、パルー夫人
- "My White Knight"[注釈 1] - マリアン、パルー夫人
- "Wells Fargo Wagon" - ウィンスロップ、カンパニー
- "It's You" - ハロルド、マリアン、カンパニー
- "Pick-a-Little, Talk-a-Little (リプライズ)" - マリアン、ユーラリー、トッフェルマイヤー、アルマ、女性たち
- "Lida Rose/Will I Ever Tell You" - マリアン、カルテット
- "Gary, Indiana (リプライズ)" - ウィンスロップ、パルー夫人、マリアン
- "Shipoopi" - マーセラス、カンパニー
- ティル・ゼア・ウォズ・ユー "Till There Was You" - マリアン、ハロルド
- "Seventy-Six Trombones (リプライズ)/Goodnight, My Someone (リプライズ)" - ハロルド、マリアン
- "Till There Was You (リプライズ)" - ハロルド
- "End Credits" - オーケストラ

特記
1. ↑  1957年のミュージカル版で使用された「"My White Knight"」は1962年の映画版で「"Being in Love"」と差し替えられたが本作で復活した。

## 制作
『ヴァラエティ』誌がブロデリックの妻サラ・ジェシカ・パーカーがマリアン役候補となっていることを報じたが、最終的にチェノウスが配役された。
2002年4月から7月、カナダのオンタリオ州バーリントン、ミルブルック、ミルトン、アクスブリッジ、トロントで撮影された。
2000年ブロードウェイ再演でトミー役を演じたアルヴスが本作で再演した。

## 受賞歴
エミー賞において振付賞、音楽監督賞、芸術監督賞、衣装賞、シングルカメラ音響ミキシング賞の5部門にノミネートされた。
全米監督協会賞テレビ映画監督賞にノミネートされたが、『エンジェルス・イン・アメリカ』のマイク・ニコルズが受賞した。

## DVD
2003年11月11日、ウォルト・ディズニー・スタジオ・ホーム・エンターテイメントからリージョン1のワイドスクリーンでリリースされた。出演者および制作者のインタビューが収録された。